# Солпяково
Солпяково — деревня в Карамышевской волости Псковского района Псковской области России.
Расположена в 13 км к востоку от села Карамышево и в 53 км к востоку от центра города Пскова.
Численность населения деревни по состоянию на 2000 год составляла 8 человек.
До 1 января 2010 года деревня входила в состав ныне упразднённой Выставской волости.
В деревне родился видный деятель Белого движения Павел Петрович Петров.